# Ritomo Miyata
Ritomo Miyata (Japans: 宮田莉朋) (Zushi, 10 augustus 1999) is een Japans autocoureur. In 2016 en 2017 werd hij kampioen in het Japanse Formule 4-kampioenschap en in 2020 in de Super Formula Lights. Hij werd in 2023 kampioen in de Super Formula, het belangrijkste formulewagenkampioenschap van Japan.

## Carrière
Miyata begon zijn autosportcarrière in het karting in 2004, waarin hij tot 2015 actief bleef. Datzelfde jaar debuteerde hij in het formuleracing in het Japanse Formule 4-kampioenschap bij het team RSS tijdens de laatste drie raceweekenden van het seizoen. Ondanks zijn geringe ervaring eindigde hij in drie van de zes races in de top 10, inclusief een podiumfinish op Autopolis. Met 24 punten werd hij vijftiende in het klassement. In 2016 reed hij een volledig seizoen in de Japanse Formule 4 bij het team TOM'S Spirit. Hij won twee races op de Fuji Speedway en behaalde podiumfinishes in drie andere races, waardoor hij met 142 punten kampioen werd in de klasse.
In 2017 reed Miyata een dubbel programma in de Japanse Formule 4 en de Japanse Formule 3, waarin hij in beide klassen bij TOM's reed. In de Formule 4 won hij vier races op Fuji (tweemaal), de Suzuka International Racing Course en de Twin Ring Motegi en behaalde hij in zeven andere races het podium. Met 231 punten werd hij voor de tweede keer kampioen in deze klasse. In de Formule 3 behaalde hij tien podiumfinishes, maar wist hij geen races te winnen. Desondanks werd hij met 79 punten vierde in het kampioenschap achter Mitsunori Takaboshi, Sho Tsuboi en Álex Palou. Aan het eind van het jaar reed hij bij TOM's in de Grand Prix van Macau, die hij als twaalfde finishte.
In 2018 bleef Miyata actief in de Japanse Formule 3 bij TOM's en debuteerde hij tevens in de GT300-klasse van de Super GT bij het team LM Corsa in een Lexus RC F GT3, waar hij een auto deelde met Hiroki Yoshimoto. In de Formule 3 won hij twee races op Fuji en het Okayama International Circuit en behaalde hij podiumfinishes in dertien andere races. Daardoor werd hij met 117 punten tweede achter Sho Tsuboi, die alle andere races won. In de Super GT behaalde hij een podiumplaats op het Chang International Circuit en werd hij met 23 punten vijftiende in het kampioenschap. Aan het eind van het jaar werd hij voor TOM's dertiende in de Grand Prix van Macau.
In 2019 won Miyata acht races in de Japanse Formule 3 en behaalde zeven andere podiumplaatsen, maar werd hij desondanks met 142 punten tweede achter Sacha Fenestraz. In de Super GT won hij zijn eerste race in de GT300-klasse op Autopolis en werd hij twaalfde in het klassement met 25 punten. Tevens maakte hij zijn debuut in de GT500-klasse bij het Lexus Team au Tom's in een Lexus LC 500 GT500 in de race op Fuji als vervanger van Kazuki Nakajima, die op dat moment deelnam aan het FIA World Endurance Championship. Hij deelde de auto met Yuhi Sekiguchi, maar wist de race niet te finishen. Aan het eind van het jaar maakte hij zijn debuut in de World Touring Car Cup op Suzuka bij het Audi Sport Team Hitotsuyama in een Audi RS 3 LMS TCR als gastcoureur. In twee van de drie races kwam hij niet aan de finish en in de derde race eindigde hij op plaats 25.
In 2020 veranderde de Japanse Formule 3 van naam naar de Super Formula Lights, waarin Miyata bleef rijden voor TOM's. Hij won twaalf races en stond in vier van de overige vijf races op het podium, waardoor hij met 153 punten overtuigend kampioen werd. Daarnaast maakte hij dat jaar tevens zijn debuut in de Super Formula bij TOM's tijdens de races op Okayama en Autopolis als vervanger van Kazuki Nakajima wanneer deze verplichtingen had in het World Endurance Championship. Hij eindigde de races als negende en achtste, waardoor hij met 7 punten zeventiende werd in het klassement. In de Super GT maakte hij tevens zijn fulltime debuut in de GT500-klasse bij het TGR Team WedsSport Bandoh in een Toyota GR Supra GT500, waar hij een auto deelde met Yuji Kunimoto. Met een zevende plaats op Fuji als beste klassering werd het duo zeventiende in het kampioenschap met 10 punten.
In 2021 maakte Miyata zijn debuut als fulltime coureur in de Super Formula bij het Kuo Vantelin Team TOM'S en bleef hij actief in de Super GT bij het TGR Team WedsSport Bandoh in een Toyota GR Supra GT500 naast Kunimoto. In de Super Formula was een vierde plaats op Autopolis zijn beste resultaat, waardoor hij met 22 punten tiende in het klassement werd. In de Super GT behaalde hij twee podiumplaatsen op Motegi, waardoor hij met 36 punten elfde werd.
In 2022 reed Miyata een tweede seizoen in de Super Formula bij TOM'S. Hij behaalde twee podiumfinishes op Fuji en Suzuka, waardoor hij achter Tomoki Nojiri, Sacha Fenestraz en Ryō Hirakawa vierde in het klassement werd. In de Super GT stapte hij over naar het TGR Team KeePer TOM'S, waar hij de auto met Fenestraz deelde. Het duo behaalde een podiumfinish op Suzuka en won de race op Fuji, waardoor zij met 43 punten zesde in het kampioenschap werden.
In 2023 kende Miyata een zeer constant seizoen in de Super Formula. Hij eindigde in elke race in de top 5 en behaalde overwinningen op Suzuka en het Sportsland SUGO. Met 114,5 punten werd hij gekroond tot kampioen in de klasse. In de Super GT kreeg hij met Sho Tsuboi een nieuwe teamgenoot. Hij behaalde hier zeges op Fuji, Autopolis en Motegi, waardoor hij met 89 punten ook hier kampioen werd. Tijdens het jaar debuteerde hij in de LMGTE Am-klasse van het FIA World Endurance Championship tijdens de 6 uur van Fuji bij het team Kessel Racing en eindigde, samen met zijn teamgenoten Scott Huffaker en Takeshi Kimura, als derde.
In 2024 maakt Miyata de overstap naar Europa, waar hij zijn Formule 2-debuut maakt bij het team Rodin Carlin. Twee vijfde plaatsen op het Albert Park Street Circuit waren zijn beste resultaten en hij werd met 31 punten negentiende in de eindstand. Ook kwam hij uit in de LMP2-klasse van de European Le Mans Series voor het team Cool Racing, waar hij de auto met Lorenzo Fluxá en Malthe Jakobsen deelde. Hij won twee races op het Circuit de Barcelona-Catalunya en het Autódromo Internacional do Algarve en werd zodoende met 62 punten derde in de eindstand. Met hetzelfde team nam hij dat jaar deel aan de 24 uur van Le Mans, waarin hij twaalfde in de LMP2-klasse werd.
In 2025 blijft Miyata actief in de Formule 2, maar stapt hij over naar het team ART Grand Prix.